# イスラエルの世界遺産
イスラエルの世界遺産（イスラエルのせかいいさん）はユネスコの世界遺産に登録されているイスラエル国内の文化・自然遺産の一覧。Category:イスラエルの世界遺産に索引がある。

## 文化遺産
- マサダ - （2001年）
- アッコ旧市街 - （2001年）
- テルアビブの白い都市 - 近代化運動 - （2003年）
- 聖書ゆかりの遺丘群-メギド、ハツォル、ベエル・シェバ - （2005年）
- ネゲヴ砂漠の香の道と都市群 - （2005年）
- ハイファと西ガリラヤのバハーイー教聖地群 - （2008年）
- 人類の進化を示すカルメル山の遺跡群:ナハル・メアロット（ワディ・エル＝ムガーラ）の洞窟群  - （2012年）
- ユダヤ低地にあるマレシャとベト・グヴリンの洞窟群 : 洞窟の大地の小宇宙 - （2014年）
- ベート・シェアリムのネクロポリス - ユダヤ人の再興を示す一大中心地（英語版） - （2015年）

## 自然遺産
なし

## 複合遺産
なし